# Attalos I.

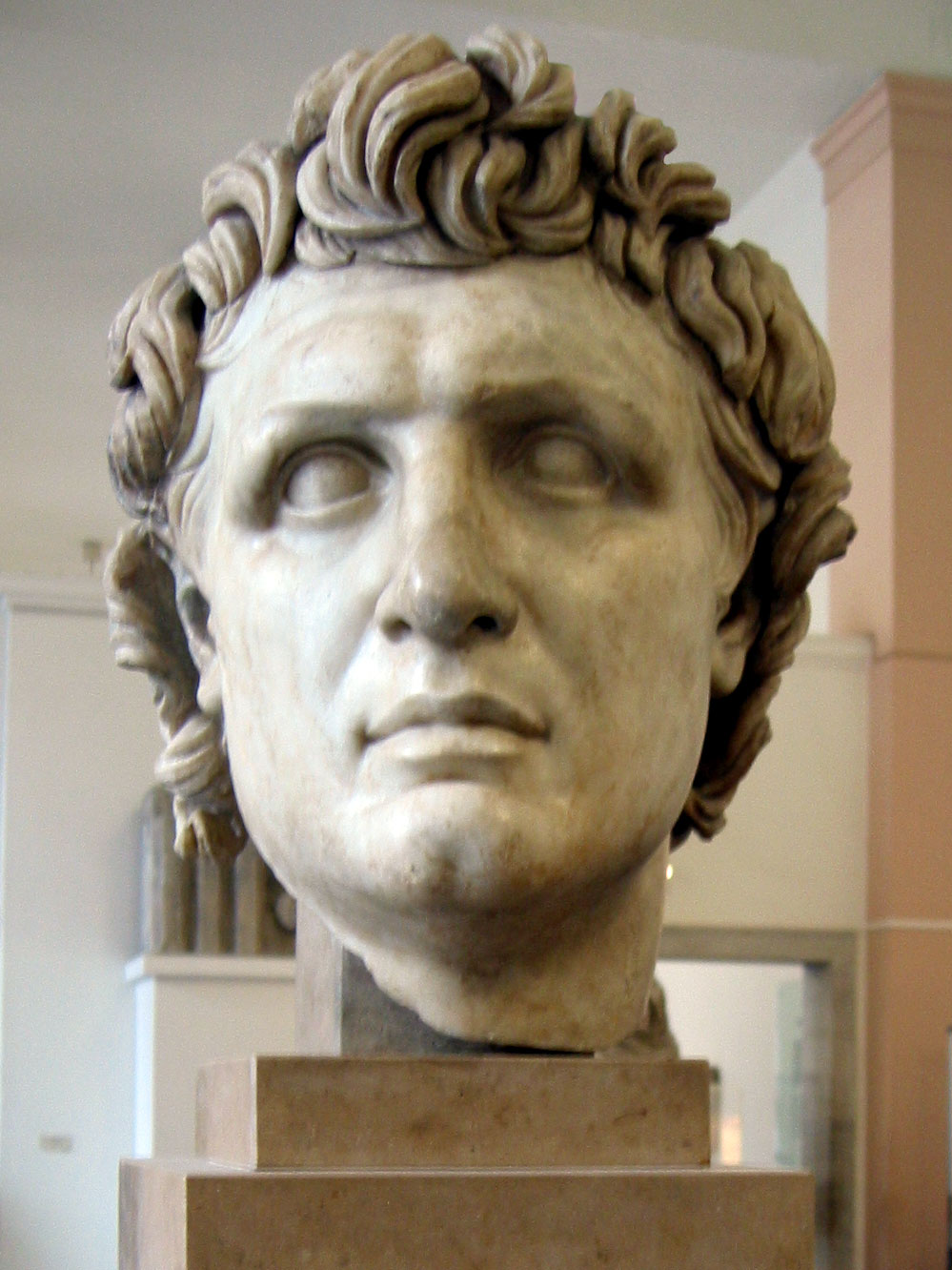
Büste Attalos’ I., um 200 v. Chr.
(Pergamonmuseum, Berlin)

Attalos I. (Soter, „Retter“) (griechisch ῎Ατταλος Áttalos; * 269 v. Chr.; † 197 v. Chr.) herrschte über das hellenistische Reich von Pergamon in der heutigen Türkei von 241 v. Chr. bis 197 v. Chr. Er war der Neffe 2. Grades des Eumenes I., wurde von diesem adoptiert und folgte ihm auf dem pergamenischen Thron nach. Er war der erste Herrscher der Dynastie der Attaliden, der den Königstitel annahm.
Attalos errang einen bedeutenden Sieg über die Galater, eine Gruppe keltischer Stämme, die um 280 v. Chr. aus Thrakien nach Kleinasien eingewandert waren und dort die umliegenden Gebiete plünderten oder Tribut einforderten. Als Folge dieses Sieges nahm Attalos den Titel eines Königs an und erhielt den Ehrennahmen „Soter“ („Retter“). Der Erfolg wurde mit einem Siegesdenkmal in Pergamon gefeiert, zu dem wahrscheinlich die berühmte Statue des Sterbenden Galliers gehörte.
Als Verbündeter der Römer spielte Attalos eine bedeutende Rolle im Ersten und Zweiten Makedonischen Krieg gegen Philipp V. Als fähiger General leitete er zahlreiche militärische Unternehmungen zur See in der gesamten Ägäis.
Attalos starb 197 an einem Schlaganfall, den er während einer Rede vor einer Versammlung in Böotien erlitt, im Alter von 72 Jahren und kurz vor Ende des Zweiten Makedonischen Krieges. Er hatte vier Söhne, von denen die beiden ältesten als Eumenes II. und Attalos II. nacheinander Könige von Pergamon wurden.

## Herkunft und Jugend
Über Attalos’ Leben vor seiner Thronbesteigung ist, wie über die Regierungszeit seines Vorgängers Eumenes I. überhaupt, kaum etwas bekannt. Seine Mutter Antiochis war die Tochter des Achaios. Sein Vater Attalos war der Sohn eines gleichnamigen Bruders des Philetairos; er ist als Sieger im Wagenrennen in Olympia in Pergamon mit einem Monument geehrt worden und zusammen mit Philetairos und Eumenes als Stifter in Delphi aufgetreten. Er war von Philetairos adoptiert worden und als Nachfolger vorgesehen, starb aber wohl vor dem Tod des Philetairos 263, woraufhin Eumenes die Herrschaft antrat und den späteren Attalos I. adoptierte.

## Sieg über die Galater

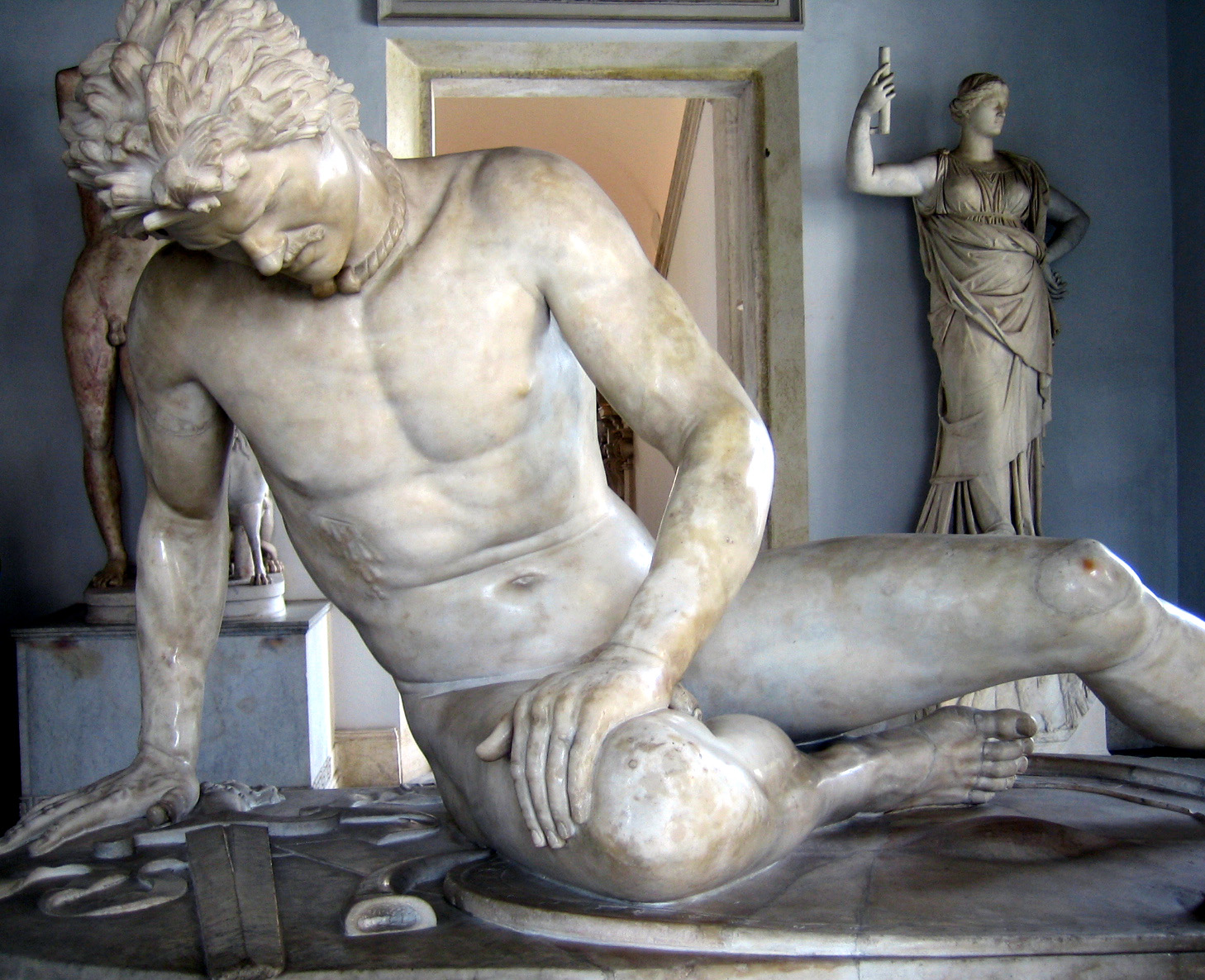
Der Sterbende Gallier

Um das Jahr 278 hatte sich eine große Anzahl keltischer Söldner im zentralen Kleinasien niedergelassen, die von den Griechen als Γαλάται („Galater“) bezeichnet wurden. Die umliegenden Staaten und Städte wurden Opfer zahlreicher Raubzüge der Galater oder waren ihnen tributpflichtig. Schon der erste pergamenische Herrscher, Philetairos, hatte gegen sie gekämpft; Eumenes I. zahlte Tribut. Attalos war Livius zufolge der erste Herrscher, der den Galatern den Tribut verweigerte. Infolgedessen griffen die Galater Pergamon an. An den Quellen des Flusses Kaikos errang Attalos einen entscheidenden Sieg. Dem Beispiel des Antiochos I. folgend, ließ er sich danach „Retter“ (σωτήρ soter) nennen und nahm den Königstitel an. Zur Erinnerung an diesen Sieg errichtete er im Heiligtum der Athene in Pergamon ein großes Standbild der Göttin (Teile des Sockels der Statue, darunter auch die Weihinschrift, sind noch erhalten). Der Sieg brachte Attalos großen Ruhm in Kleinasien und bei den griechischen Städten ein und etablierte Pergamon endgültig als selbständiges hellenistisches Reich.

## Kämpfe gegen die Seleukiden
Einige Jahre später wurde Pergamon erneut von den Galatern angegriffen. Sie waren mit Antiochos Hierax verbündet, dem jüngeren Bruder Seleukos’ II., der als seleukidischer Gegenkönig von Sardes aus Kleinasien beherrschte. Attalos besiegte die Galater und Antiochos Hierax in mehreren Schlachten, zuletzt 228 v. Chr. in Karien im Süden Kleinasiens.
Zur Erinnerung an diese Siege wurden wieder Monumente im Atheneheiligtum von Pergamon errichtet: Ein Standbild Attalos’, geweiht von seinem General Epigenes, und ein großes Weihgeschenk des Attalos selbst, das wohl die beiden berühmten Statuen der „Großen Gallier“ trug; beide Monumente wurden vom damaligen Hofbildhauer Epigonos geschaffen.
Durch diese Siege eroberte Attalos sämtliche seleukidischen Besitzungen in Kleinasien nördlich des Taurusgebirges und konnte sie auch gegen Seleukos III. halten, der auf einem Feldzug gegen Attalos 223 v. Chr. ermordet wurde. Sein General Achaios wurde von Seleukos’ Nachfolger Antiochos III. zum Statthalter in Kleinasien ernannt. Ihm gelang es, die seleukidischen Gebiete zurückzuerobern und bis nach Pergamon selbst vorzudringen, das er jedoch nicht einnehmen konnte. Da sich Achaios zum König ausrufen ließ, zog Antiochos III. 216 gegen ihn und konnte ihn in Sardes einschließen. 213 geriet Achaios nach zweijähriger Belagerung in Gefangenschaft und wurde hingerichtet. Antiochos gewann damit Kleinasien für die Seleukiden zurück. Pergamons Selbständigkeit blieb gewahrt, auch wenn Attalos die territorialen Gewinne seit den Kriegen gegen Antiochos Hierax wieder aufgeben musste.

## Der Erste Makedonische Krieg

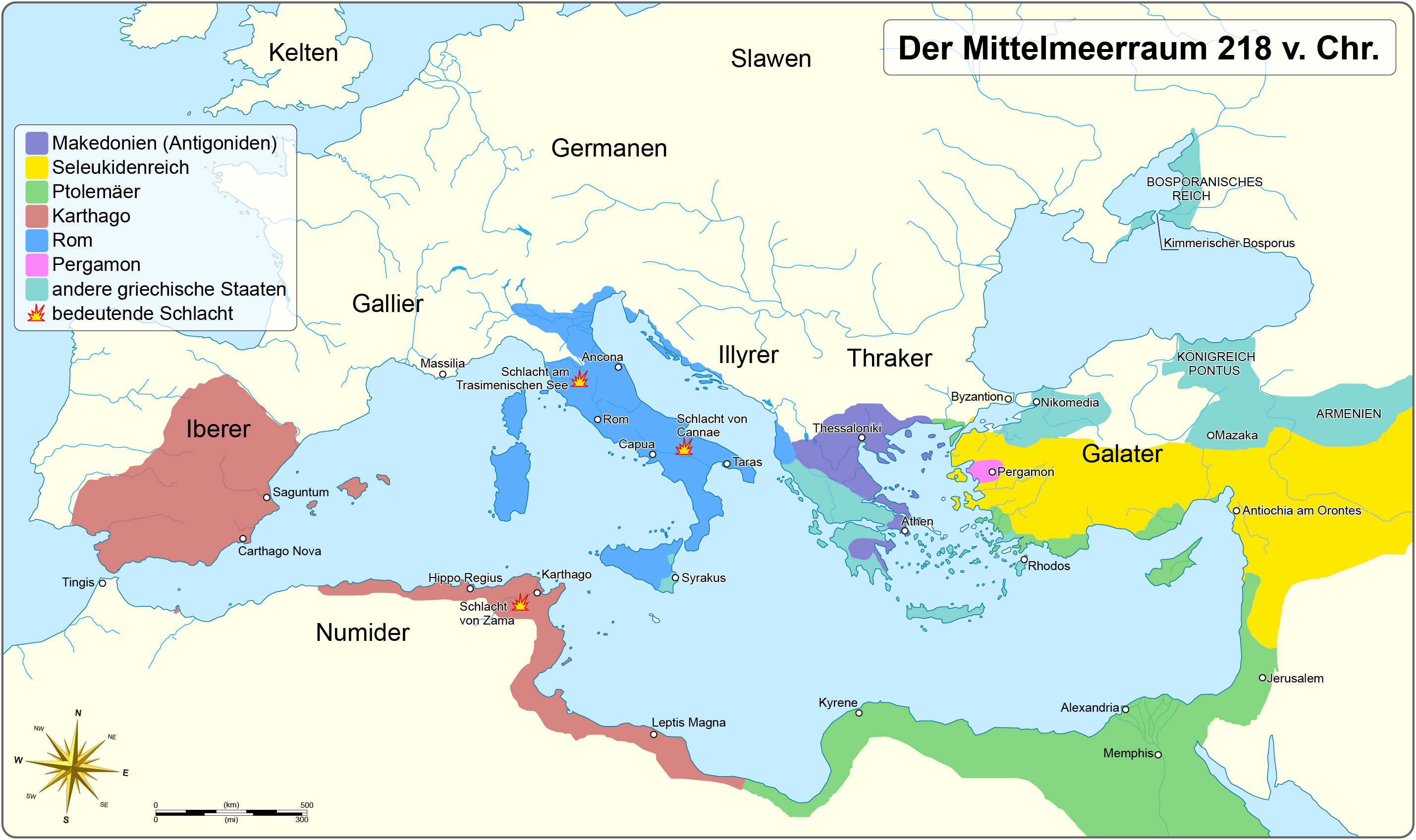
Der Mittelmeerraum 218 v. Chr.

Da die Möglichkeiten der Ausdehnung seines Reiches nach Osten aufgrund der erstarkten Seleukiden begrenzt war, wandte sich Attalos dem Westen zu. Zu einem unbekannten Zeitpunkt vor dem Jahr 219 v. Chr. war er ein Bündnis mit dem Ätolischen Bund, einem Zusammenschluss von Städten im westlichen Griechenland, eingegangen. Als Philipp V. von Makedonien sich 215 v. Chr. durch ein Bündnis mit Karthago in den Zweiten Punischen Krieg einmischte, reagierte Rom 211 v. Chr. mit einem Vertrag mit dem Ätolischen Bund. In den Vertrag konnten auch Verbündete der Ätoler eintreten. Attalos nutzte diese Möglichkeit und wurde zu einem der Feldherren („Strategen“) des Bundes im Krieg gegen Philipp gewählt. Im Jahre 210 v. Chr. war Attalos an der Eroberung der Insel Aigina beteiligt, die in pergamenischem Besitz blieb und ihm und seinen Nachfolgern als Operationsbasis in Griechenland diente.
Im Frühjahr 209 v. Chr. marschierte Philipp in Griechenland ein und schlug die Ätoler unter dem Feldherrn Pyrrhias in zwei Schlachten bei Lamia. Im Juli kam Attalos wieder nach Griechenland und traf auf Aigina mit dem römischen Prokonsul Publius Sulpicius Galba Maximus zusammen, der dort überwintert hatte. Im folgenden Jahr operierte eine Flotte von 35 pergamenischen und 25 römischen Schiffen in der Ägäis, jedoch ohne bleibende Erfolge.
In einer Versammlung des ätolischen Bundes überzeugten Attalos und Sulpicius Galba die Ätoler, den Krieg fortzusetzen. Attalos musste jedoch bald nach Asien zurückkehren, da Prusias I. von Bithynien sich mit Philipp verbündet und Pergamon angegriffen hatte. Auch die Römer beendeten kurz darauf ihre Operationen in Griechenland und konzentrierten sich auf den Krieg gegen Karthago, da sie ihr Ziel erreicht hatten, Philipp von einer Unterstützung Hannibals abzuhalten. Die Ätoler baten um Frieden, und 205 v. Chr. wurde der Krieg mit dem Frieden von Phoinike beendet. Attalos behielt die Insel Aigina in seinem Besitz.

## Zweiter Makedonischer Krieg
Da er durch den Vertrag von Phoinike an einer weiteren Ausdehnung nach Osten gehindert wurde, versuchte Philipp, seinen Einfluss in der Ägäis und Kleinasien auszuweiten. Im Frühjahr 201 eroberte er Samos und die dort stationierte ptolemäische Flotte und belagerte danach Chios.
Als Reaktion darauf verbündeten sich Attalos, die Seemacht Rhodos und die Städte Byzantion und Kyzikos gegen Philipp. Eine große Seeschlacht bei Chios brachte kein entscheidendes Ergebnis. Philipp fiel daraufhin in pergamenisches Gebiet ein, konnte aber die gut verteidigte Stadt nicht erobern und beschränkte sich darauf, die umliegende Gegend, darunter auch Heiligtümer, zu verwüsten. Attalos und die Rhodier schickten währenddessen Gesandte nach Rom, die ihre Klagen gegen Philipp vortragen sollten.
Im Jahr 200 wurde Attalos direkt in den Zweiten Makedonischen Krieg verwickelt. Makedonische Verbündete drangen in Attika ein, so dass sich Athen, das sich bisher neutral verhalten hatte, nach Hilfe umsah. Die Athener luden Attalos, der sich bei seiner Flotte auf Aigina aufhielt, in ihre Stadt ein, wo sich schon eine römische Gesandtschaft aufhielt. Attalos wurde begeistert empfangen und wurde damit geehrt, dass eine Phyle nach ihm benannt wurde.
Auf Betreiben des Konsuls Sulpicius Galba erklärten die Römer Philipp den Krieg und begannen im Frühjahr 199 zusammen mit Attalos den Seekrieg in der Ägäis. Sie eroberten Andros, wobei die Römer die Beute und Attalos die Herrschaft über die Insel erhielten. Weitere Eroberungsversuche waren von geringem Erfolg; nur die Städte Akanthos und Oreoi auf Euböa konnten eingenommen und geplündert werden. Nach dem Ende des Feldzugs nahm Attalos an den Mysterien von Eleusis in Athen teil und kehrte dann, nach mehr als zweijähriger Abwesenheit, nach Pergamon zurück.
Im nächsten Jahr setzten Pergamener und Römer die Eroberung Euböas fort und konnten die gesamte Insel außer der Stadt Chalkis unter ihre Kontrolle bringen. Nach einem fehlgeschlagenen Versuch, Korinth einzunehmen, trennten sich die verbündeten Flotten wieder, und Attalos überwinterte in Attika.
Anfang 197 rief der römische Prokonsul Titus Quinctius Flamininus Attalos nach Theben, um die Böotier zu überzeugen, in den Krieg einzutreten. Attalos sollte auf der Versammlung als erster sprechen, erlitt allerdings während seiner Rede einen Schlaganfall, der ihn teilweise lähmte. Man brachte ihn nach Pergamon, wo Attalos I. im selben Jahr nach 44-jähriger Regierungszeit starb.

## Familie
Attalos war mit Apollonis aus Kyzikos verheiratet, die in der Antike als Paradebeispiel einer tugendhaften Frau, Königin und Mutter gelobt wurde. Sie hatten vier Söhne, von denen die beiden älteren, Eumenes und Attalos, nacheinander ebenfalls Könige von Pergamon wurden, während die beiden jüngeren, Philetairos und Athenaios, sie in verschiedenen Funktionen unterstützten. Auch diese – v. a. im Vergleich zu anderen hellenistischen Dynastien bemerkenswerte – Einigkeit der Familie trug wesentlich zur Stabilität des pergamenischen Reiches bei.

## Kulturpolitik
Attalos legte mit verschiedenen Bauprojekten, Stiftungen, Denkmälern und anderen Maßnahmen den Grundstein für die große kulturelle Bedeutung des pergamenischen Hofes, die v. a. unter seinem Sohn und Nachfolger Eumenes II. ihren Höhepunkt erreichen sollte und die Pergamons Bedeutung bis heute ausmacht. Seine repräsentativen Bauten standen dabei v. a. im Dienst der Verherrlichung seiner Siege über die Galater, in geringerem Maße auch über die Seleukiden. Die makedonischen Kriege haben demgegenüber wenig Spuren hinterlassen.
Um 235 feierte Attalos seinen ersten Galliersieg mit der Errichtung des großen Rundmonuments zu Ehren der Athene im Heiligtum der Göttin auf der Burg von Pergamon, das eine große Statue der Göttin trug. Um 220 errichtete er im selben Heiligtum das sog. „Schlachtenanathem“, das an seine Siege über Gallier und Seleukiden erinnerte und wohl die Statuen der „Großen Gallier“ trug. Gleichzeitig begann er mit dem Bau eines vor der Stadt gelegenen neuen Heiligtums der Athene, dem Nikephorion, das reich mit Kunstwerken ausgestattet wurde. Außerdem ließ er wohl den Zeus-Tempel auf der Oberen Agora erbauen und legte eine neue Wasserleitung in die Unterstadt an. Aus den eroberten Gebieten, v. a. Aigina und Oreos (Euböa), ließ Attalos Kunstschätze nach Pergamon transportieren, um Residenz und Heiligtümer der Stadt zu verschönern.
Außerhalb Pergamons errichtete Attalos auch Bauten in verschiedenen gesamtgriechischen Heiligtümern, v. a. in Delos und Delphi, die ebenfalls seine Galatersiege zum Thema hatten.
Vermutlich auf Attalos geht auch die berühmte Bibliothek von Pergamon zurück, die später die – nach Alexandria – zweitgrößte der antiken Welt wurde. Sein Hof zog bedeutende Künstler und Schriftsteller an, darunter Antigonos von Karystos, Polemon von Ilion oder Apollonios von Perge.

## Das Kultbild der Magna Mater
In den Auseinandersetzungen mit Karthago und Makedonien befragten die Römer 205 die Sibyllinischen Bücher und das Orakel von Delphi. Beide antworteten, dass die Römer den Krieg gewinnen würden, wenn sie die „Mutter vom Ida“, die Göttin Kybele aus Kleinasien, nach Rom holen würden. Da Attalos der einzige kleinasiatische Herrscher war, mit dem Rom Beziehungen unterhielt, sandte man eine eindrucksvolle Delegation nach Pergamon. Attalos verschaffte den Römern das Kultbild der Kybele aus Pessinus, das die Delegation nach Rom brachte, wo ihm unter dem Namen Magna Mater ein Kult geweiht wurde. Wie genau es Attalos gelang, das Kultbild aus der Stadt, die nicht zu seinem Herrschaftsgebiet gehörte, zu erlangen, ist nicht bekannt.